# 174th Street
174th Street – stacja metra nowojorskiego, na linii 2 i 5. Znajduje się w dzielnicy Bronx, w Nowym Jorku i zlokalizowana jest pomiędzy stacjami West Farms Square – East Tremont Avenue i Freeman Street. Została otwarta 26 listopada 1904.